# Arthur Evelyn Farwell
Arthur Evelyn Farwell, britanski general, * 1898, † 1976.